# کاندوم

کاندوم یک وسیلهٔ پیشگیری از بارداری غلافی‌شکل است که در طول رابطه جنسی برای کاهش احتمال بارداری یا عفونت آمیزشی (STI) استفاده می‌شود. کاندوم در دو نوع مردانه و زنانه وجود دارد. با استفاده مناسب – و استفاده در هر رابطه جنسی – زنانی که همسرشان از کاندوم استفاده می‌کنند، میزان بارداری سالیانه ۲ درصد را تجربه می‌کنند. با استفاده معمولی میزان بارداری ۱۸ درصد در سال است. استفاده از آن‌ها تا حد زیادی خطر سوزاک، کلامیدیا، تریکومونیازیس، هپاتیت ب و ایدز را کاهش می‌دهد. به میزان کمتری، آن‌ها همچنین در برابر تبخال تناسلی، ویروس پاپیلومای انسانی (HPV) و سیفلیس محافظت می‌کنند.
کاندوم مردانه قبل از آمیزش بر روی آلت تناسلی در حالت نعوظ کشیده می‌شود و با تشکیل یک مانع فیزیکی که مانع از ورود مایع منی به بدن شریک جنسی می‌شود، عمل می‌کند. کاندوم‌های مردانه معمولاً از لاتکس و کمتر معمول از پلی‌اورتان، پلی‌ایزوپرن یا رودهٔ گوسفند ساخته می‌شوند. کاندوم‌های مردانه دارای مزایای استفاده و دسترسی آسان و عوارض جانبی کمی هستند. مردانی که به لاتکس حساسیت (آلرژی به لاتکس) دارند باید از کاندوم‌های ساخته شده از ماده‌ای غیر از لاتکس مانند پلی‌اورتان استفاده کنند. کاندوم‌های زنانه معمولاً از پلی‌اورتان ساخته می‌شوند و ممکن است چندین بار استفاده شوند.
کاندوم به عنوان روشی برای پیشگیری از بیماری‌های آمیزشی حداقل از سال ۱۵۶۴ استفاده شده‌است. کاندوم‌های لاستیکی در سال ۱۸۵۵ و به دنبال آن کاندوم‌های لاتکس در دهه ۱۹۲۰ در دسترس قرار گرفتند. این وسیله در فهرست داروهای ضروری سازمان جهانی بهداشت قرار دارد. در ایالات متحده کاندوم معمولاً کمتر از ۱٫۰۰ دلار آمریکا قیمت دارد. تا سال ۲۰۱۹، در سراسر جهان حدود ۲۱ درصد از افراد از کاندوم به عنوان یکی از روش‌های پیشگیری از بارداری استفاده کرده‌اند که آن را به دومین روش رایج بعد از توبکتومی تبدیل می‌کند که حدود ۲۴ درصد است. بیشترین میزان استفاده از کاندوم در شرق و جنوب شرق آسیا، اروپا و آمریکای شمالی است. حدود شش تا نه میلیارد کاندوم در سال فروخته می‌شود.
به هنگام استفاده از اسپری تأخیری توسط مردان برای جلوگیری از بی‌حس شدن اندام جنسی زن استفاده از کاندوم بر روی آلت تناسلی مرد توصیه می‌شود.

## مصارف پزشکی

### کنترل تولد
اثربخشی کاندوم، مانند اکثر اشکال پیشگیری از بارداری، از دو طریق قابل ارزیابی است. میزان اثربخشی روش یا استفاده کامل فقط شامل افرادی می‌شود که به‌طور مناسب و مداوم از کاندوم استفاده می‌کنند. استفاده واقعی یا میزان اثربخشی استفاده معمولی مربوط به همه استفاده‌کنندگان از کاندوم است، از جمله کسانی که از کاندوم به اشتباه استفاده می‌کنند یا در هر رابطه جنسی از کاندوم استفاده نمی‌کنند. نرخ‌ها به‌طور کلی برای سال اول استفاده ارائه می‌شود. معمولاً از شاخص مروارید (Pearl Index) برای محاسبه نرخ اثربخشی استفاده می‌شود، اما برخی از مطالعات از جداول کاهش (decrement tables) استفاده می‌کنند.
نرخ حاملگی استفاده رایج در بین مصرف‌کنندگان کاندوم بسته به جمعیت مورد مطالعه متفاوت است و از ۱۰ تا ۱۸ درصد در سال متغیر است. میزان بارداری با استفاده ی  مناسب از کاندوم ۲ درصد در سال است. برای محافظت بیشتر، کاندوم‌ها را می‌توان با سایر اشکال پیشگیری از بارداری (مانند اسپرم‌کش) ترکیب کرد.
در برخی موارد، استفاده از کاندوم با سایر روش‌های جلوگیری از بارداری مانند قرص‌های ضدبارداری یا دستگاه‌های داخل رحمی (IUD) ترکیب می‌شود تا میزان اثربخشی کلی در پیشگیری از بارداری افزایش یابد. همچنین، استفاده از کاندوم تنها روش جلوگیری از بارداری است که می‌تواند به‌طور همزمان در برابر عفونت‌های مقاربتی (STIs) از جمله HIV محافظت کند.

### بیماری‌های آمیزشی

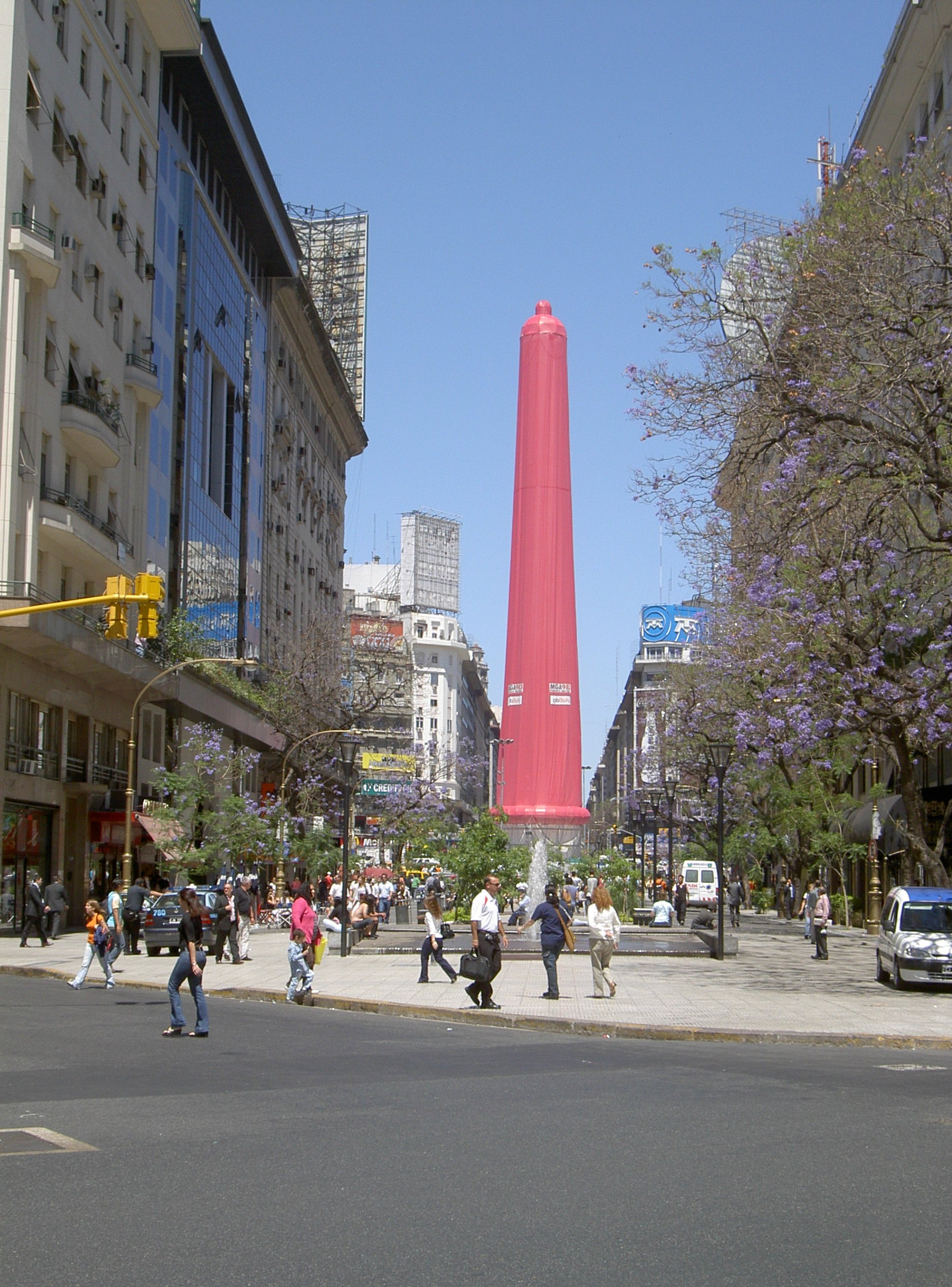
یک کپی غول پیکر از یک کاندوم در ابلیسک بوئنوس آیرس، آرژانتین، بخشی از یک کمپین آگاهی بخشی برای روز جهانی ایدز در سال ۲۰۰۵

کاندوم به‌طور گسترده‌ای برای پیشگیری از بیماری‌های آمیزشی (STIs) توصیه می‌شود. نشان داده شده‌است که در کاهش میزان عفونت در مردان و زنان مؤثر هستند. اگرچه کاندوم کامل نیست، اما در کاهش انتقال ارگانیسم‌هایی که باعث ایدز، تبخال تناسلی، سرطان دهانه رحم، زگیل تناسلی، سیفلیس، کلامیدیا، سوزاک و سایر بیماری‌ها می‌شوند، مؤثر است. کاندوم اغلب به عنوان مکملی برای روش‌های موثرتر کنترل بارداری (مانند آی‌یودی) در شرایطی که محافظت از STD نیز مورد نظر است، توصیه می‌شود.

### علل ناکارآمدی
کاندوم ممکن است پس از انزال از آلت تناسلی لیز بخورد، به دلیل استفاده نادرست یا آسیب فیزیکی (مانند پارگی ناشی از باز کردن بسته‌بندی)، یا شکستن یا لیز خوردن به دلیل تخریب لاتکس (معمولاً پس از استفاده از تاریخ انقضا، نگهداری نامناسب یا قرار گرفتن در معرض روغن‌ها). میزان شکستگی بین ۰٫۴ تا ۲٫۳ درصد است در حالی که میزان لغزش بین ۰٫۶ تا ۱٫۳ درصد است. حتی اگر هیچ شکستگی یا لغزشی مشاهده نشود، ۱ تا ۳ درصد از زنان پس از نزدیکی با کاندوم از نظر باقی‌ماندهٔ مایع منی نتیجه مثبت خواهند بود.

## اثرات جانبی
استفاده از کاندوم‌های لاتکس توسط افرادی که به لاتکس حساسیت دارند می‌تواند باعث نشانگان آلرژیک مانند تحریک پوست شود. در افراد مبتلا به آلرژی شدید به لاتکس، استفاده از کاندوم لاتکس به‌طور بالقوه می‌تواند تهدید کننده زندگی باشد. استفاده مکرر از کاندوم لاتکس نیز می‌تواند باعث ایجاد حساسیت به لاتکس در برخی افراد شود. همچنین ممکن است به دلیل اسپرم کش‌هایی که ممکن است وجود داشته باشد، تحریک ایجاد شود.

## موارد استفاده

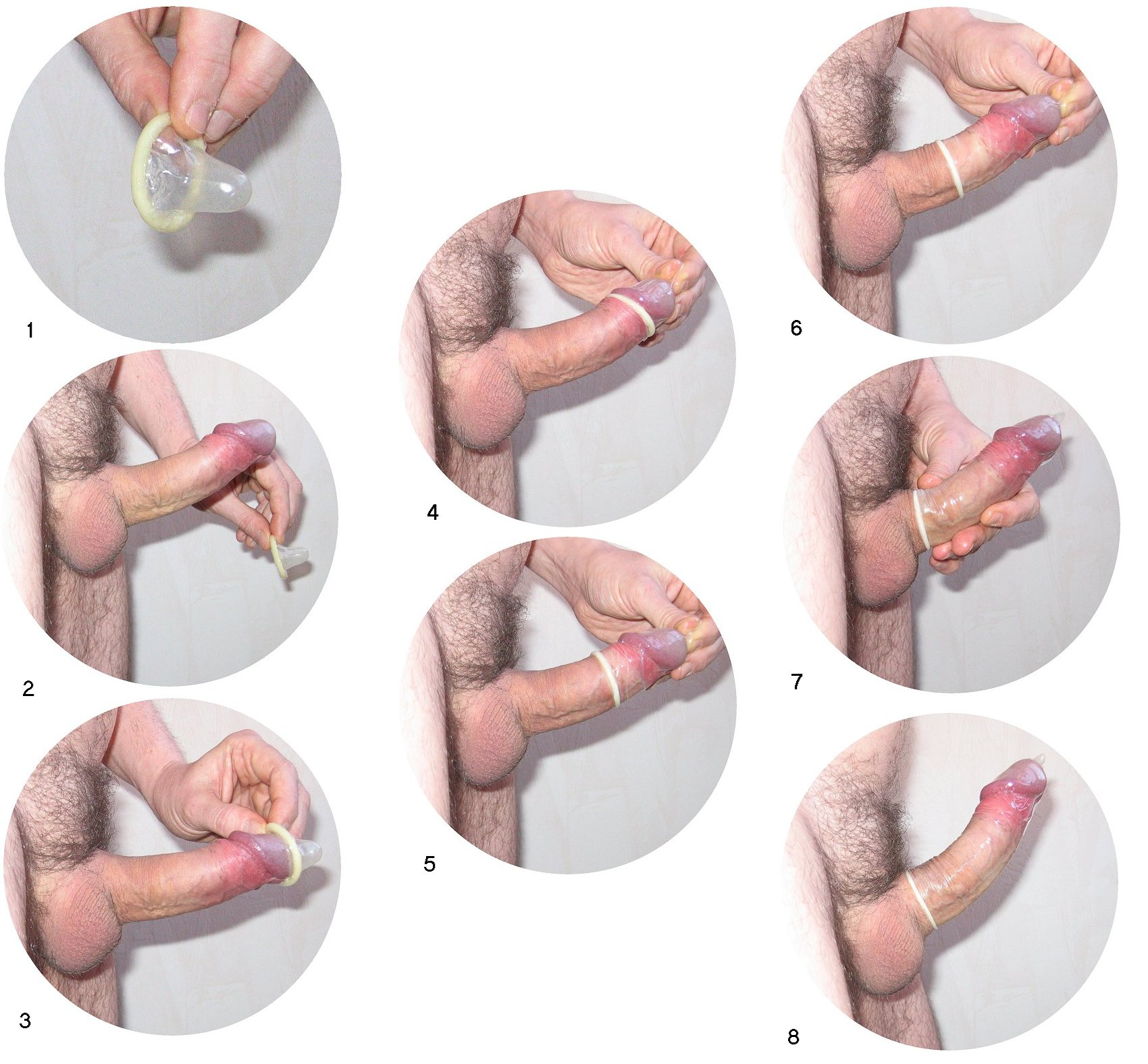
تصاویر نحوه قرار دادن کاندوم مردانه را نشان می‌دهد

کاندوم‌های مردانه معمولاً در داخل یک فویل یا بسته‌بندی پلاستیکی، به صورت رول شده بسته‌بندی می‌شوند و به گونه‌ای طراحی می‌شوند که روی نوک آلت تناسلی قرار گیرند و سپس روی آلت در حال نعوظ باز شوند. مهم است که مقداری فضا در نوک کاندوم باقی بماند تا مایع منی جایی برای جمع شدن داشته باشد. در غیر این صورت ممکن است به زور از پایه دستگاه خارج شود. بیشتر کاندوم‌ها برای این منظور یک سر پستانک مانند دارند. پس از استفاده، توصیه می‌شود کاندوم را در دستمال پیچیده، سپس در سطل زباله انداخته شود.

### صنعت فیلم بزرگسالان
در سال ۲۰۱۲، ۳۷۲۰۰۰ رای‌دهنده از طریق ابتکار عمل شهروندان در شهرستان لس آنجلس برای قرار دادن معیار B در برگه رای ۲۰۱۲ تلاش کردند. در نتیجه، اقدام B، قانونی که استفاده از کاندوم در تولید فیلم پورنو را الزامی می‌کند، تصویب شد. این الزام با انتقادات زیادی روبرو شده‌است و برخی گفته‌اند که نتیجه معکوس دارد و صرفاً شرکت‌هایی را که فیلم‌های مستهجن می‌سازند مجبور می‌کند بدون این الزام به مکان‌های دیگر نقل مکان کنند. تولیدکنندگان ادعا می‌کنند که استفاده از کاندوم فروش را کاهش می‌دهد.

### آموزش جنسی
کاندوم اغلب در برنامه‌های آموزش جنسی استفاده می‌شود، زیرا این قابلیت را دارد که در صورت استفاده صحیح، احتمال بارداری و شیوع برخی بیماری‌های مقاربتی را کاهش دهد. یک بیانیه مطبوعاتی انجمن روان‌شناسی آمریکا (APA) از گنجاندن اطلاعات در مورد کاندوم در آموزش جنسی حمایت کرد و گفت: «از برنامه‌های جامع آموزش جنسی در مورد استفاده مناسب از کاندوم بحث کنید، و استفاده از کاندوم را برای کسانی که از نظر جنسی فعال هستند ترویج کنید.»

### درمان ناباروری
روش‌های رایج در درمان ناباروری مانند آزمایش منی و درون‌کاشت مصنوعی (IUI) نیاز به جمع‌آوری نمونه‌های مایع منی دارند. اینها معمولاً از طریق خودارضایی به دست می‌آیند، اما جایگزینی برای خودارضایی استفاده از کاندوم مخصوص جمع‌آوری منی برای جمع‌آوری مایع منی در طول رابطهٔ جنسی است.

### استفاده‌های دیگر
کاندوم‌ها به عنوان ظروف و موانع چند منظوره عالی هستند زیرا ضدآب، الاستیک، بادوام هستند و (برای مصارف نظامی و جاسوسی) در صورت یافتن شک و ظن ایجاد نمی‌کنند.
استفاده نظامی مداوم در طول جنگ جهانی دوم آغاز شد و شامل پوشاندن دهانه لوله تفنگ برای جلوگیری از رسوب، ضدآب کردن مجموعه‌های شلیک در تخریب‌های زیر آب، و ذخیره‌سازی مواد خورنده و غارت‌ها توسط آژانس‌های شبه‌نظامی است.

## انواع
بیشتر کاندوم‌ها دارای یک مخزن یا انتهای سرپستانکی هستند که به راحتی می‌توانند انزال مرد را در خود جای دهند. کاندوم‌ها در اندازه‌های مختلف، از جادار گرفته تا بزرگتر، و اشکال مختلف وجود دارند. عرض اغلب از ۴۹ میلی‌متر متغیر تا ۵۶ میلی‌متر و سایز از ۴۵ میلی‌متر تا ۶۰ میلی‌متر متغیر است.
آن‌ها همچنین در سطوح مختلف برای تحریک شریک زندگی کاربر قرار دارند. کاندوم‌ها معمولاً با یک پوشش روان‌کننده برای آسانی نفوذ عرضه می‌شوند، در حالی که کاندوم‌های طعم‌دار عمدتاً برای رابطه جنسی دهانی استفاده می‌شوند. همان‌طور که در بالا ذکر شد، اکثر کاندوم‌ها از لاتکس ساخته می‌شوند، اما کاندوم‌های پلی‌اورتان و پوست بره نیز وجود دارند.

### کاندوم زنانه

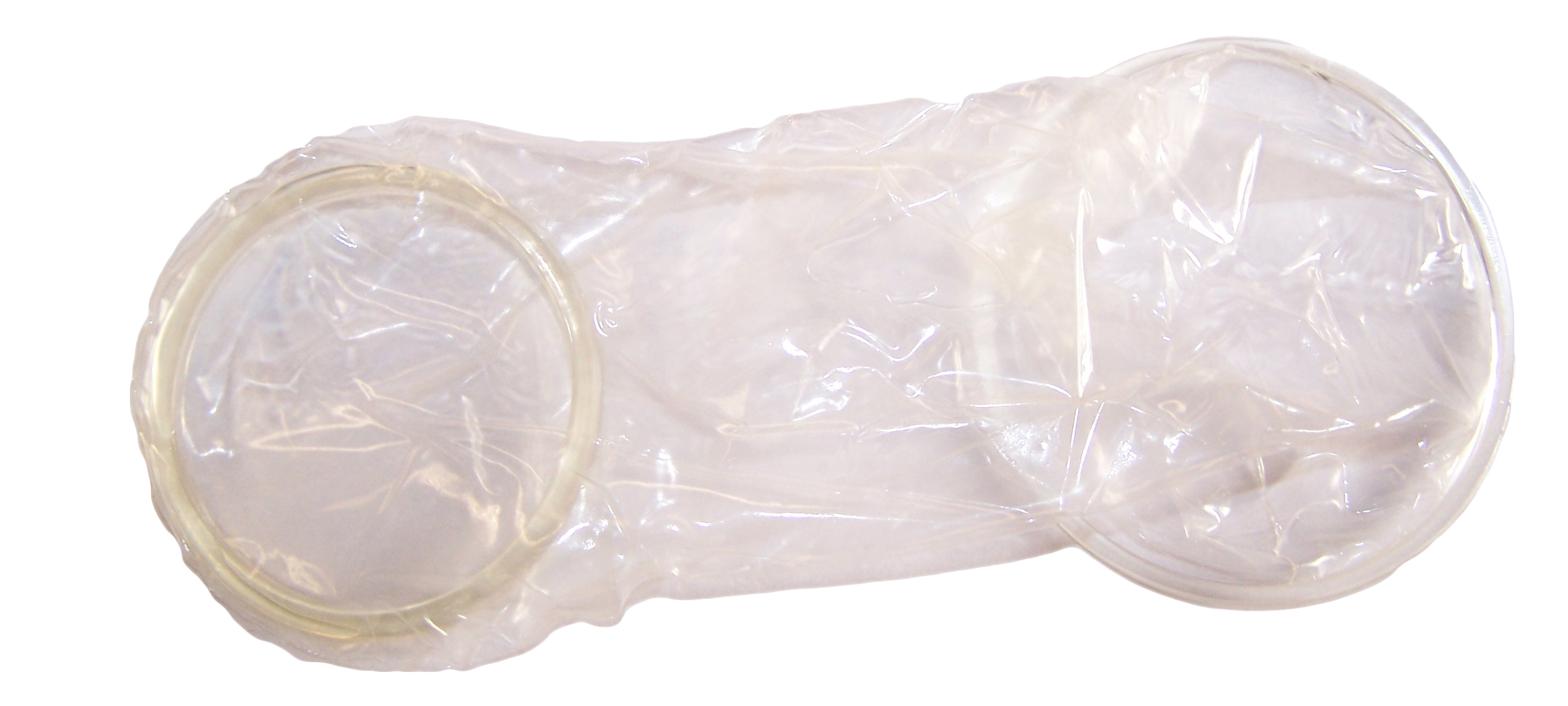
یک کاندوم زنانه

کاندوم‌های مردانه دارای یک حلقه محکم برای ایجاد مهر و موم در اطراف آلت تناسلی هستند در حالی که کاندوم‌های زنانه معمولاً دارای یک حلقهٔ سفت بزرگ هستند تا از لغزش آن‌ها به داخل سوراخ بدن جلوگیری کند. شرکت Female Health یک کاندوم زنانه تولید کرد که در ابتدا از پلی‌اورتان ساخته شده بود، اما نسخه‌های جدیدتر از نیتریل ساخته شده‌اند. Medtech Products یک کاندوم زنانه ساخته شده از لاتکس تولید می‌کند.

### مواد

#### لاتکس طبیعی
لاتکس دارای خواص ارتجاعی برجسته است: استحکام کششی آن بیش از ۳۰ مگاپاسکال است و کاندوم‌های و لاتکس ممکن است قبل از شکستن بیش از ۸۰۰٪ کشیده شوند. در سال ۱۹۹۰ ISO استانداردهایی را برای تولید کاندوم تعیین کرد (ISO 4074، کاندوم‌های لاستیکی لاتکس طبیعی)، و اتحادیه اروپا با استاندارد CEN خود (دستورالعمل 93/42/EEC در مورد دستگاه‌های پزشکی) از آن پیروی کرد. هر کاندوم لاتکس برای سوراخ‌هایی با جریان الکتریکی آزمایش می‌شود. در صورت عبور کاندوم، رول شده و بسته‌بندی می‌شود. علاوه بر این، بخشی از هر دسته کاندوم تحت آزمایش نشت آب و ترکیدگی هوا قرار دارد.

#### مصنوعی
رایج‌ترین کاندوم‌های غیر لاتکس از پلی‌اورتان ساخته می‌شوند. کاندوم‌ها همچنین ممکن است از مواد مصنوعی دیگر مانند رزین AT-10 و بیشتر پلی‌ایزوپرن ساخته شوند.
کاندوم‌های پلی‌اورتان معمولاً به اندازه کاندوم‌های لاتکس عرض و ضخامت دارند و بیشتر کاندوم‌های پلی‌اورتان بین ۰٫۰۴ تا ۰٫۰۷ میلی‌متر ضخامت دارند.

#### رودهٔ گوسفند
کاندوم‌های ساخته شده از روده گوسفند با برچسب "lambskin" نیز موجود است.

### اسپرم‌کُش
برخی از کاندوم‌های لاتکس در کارخانهٔ سازنده با مقدار کمی از نونوکسینول-۹، یک مادهٔ شیمیایی اسپرم‌کُش، آغشته می‌شوند. طبق گزارش Consumer Reports، کاندوم‌های آغشته به اسپرم‌کش هیچ مزیت دیگری در پیشگیری از بارداری ندارند، ماندگاری کوتاه‌تری دارند و ممکن است باعث عفونت‌های دستگاه ادراری در زنان شوند. در مقابل، اعتقاد بر این است که استفاده از اسپرم‌کُش بسته‌بندی شده جداگانه باعث افزایش کارایی ضدبارداری کاندوم می‌شود.

### برجسته و خاردار
کاندوم‌های بافت‌دار شامل کاندوم‌های خاردار هستند که می‌توانند احساسات بیشتری را برای هر دو طرف ایجاد کنند. شیارها و برجستگی‌ها می‌توانند در داخل، خارج یا هر دو طرف قرار گیرند. به‌طور متناوب، آن‌ها در بخش‌های خاصی قرار دارند تا تحریک مستقیم را به نقطه جی یا فرنولوم ارائه دهند. بسیاری از کاندوم‌های بافت‌دار که «لذت متقابل» را تبلیغ می‌کنند، در قسمت بالایی حباب شکل هستند تا تحریک بیشتری به آلت تناسلی ارائه دهند. برخی از زنان در حین مقاربت واژینال با کاندوم‌های خاردار دچار سوزش می‌شوند.

## رایج شدن
شیوع استفاده از کاندوم در کشورهای مختلف بسیار متفاوت است. اکثر نظرسنجی‌ها در مورد استفاده از روش‌های پیشگیری از بارداری در میان زنان متأهل یا زنان در اتحادیه‌های غیررسمی است. ژاپن بالاترین میزان استفاده از کاندوم را در جهان دارد: در آن کشور، کاندوم تقریباً ۸۰ درصد از استفاده از روش‌های پیشگیری از بارداری توسط زنان متأهل را تشکیل می‌دهد. به‌طور متوسط، در کشورهای توسعه یافته، کاندوم محبوب‌ترین روش پیشگیری از بارداری است: ۲۸ درصد از مصرف‌کنندگان متأهل جهت پیشگیری از بارداری به کاندوم متکی هستند. در کشورهای کمتر توسعه یافته متوسط استفاده از کاندوم کمتر رایج است: تنها ۶ تا ۸ درصد از مصرف‌کنندگان متأهل جهت پیشگیری از بارداری، کاندوم را انتخاب می‌کنند.

## تاریخ

### پیش از سدهٔ ۱۹
این‌که آیا از کاندوم در تمدن‌های باستانی استفاده می‌شده‌است توسط باستان‌شناسان و مورخان مورد اختلاف است. در مصر باستان، یونان و روم، پیشگیری از بارداری به‌طور کلی به‌عنوان مسئولیت زنان تلقی می‌شد و تنها روش‌های پیشگیری از بارداریِ به‌خوبی مستند شده، دستگاه‌های کنترل شده توسط زنان بودند. : 17, 23 در آسیا پیش از سدهٔ پانزدهم، استفاده از کاندوم گلانس (دستگاه‌هایی که فقط سر آلت تناسلی را می‌پوشانند) ثبت شده‌است. به نظر می‌رسد که از کاندوم برای پیشگیری از بارداری استفاده می‌شده‌است و تنها توسط افراد طبقات بالا شناخته شده‌است. در چین، کاندوم گلانس ممکن است از کاغذ ابریشم روغنی یا از روده بره ساخته شده باشد. در ژاپن، آن‌ها از پوستهٔ لاک‌پشت یا شاخ حیوانات ساخته می‌شدند. : 60–1 

### ۱۸۰۰ تا ۱۹۲۰
در اوایل قرن نوزدهم برای اولین بار وسایل پیشگیری از بارداری به طبقات فقیرتر ترویج شد. نویسندگان در زمینه پیشگیری از بارداری روش‌های دیگر پیشگیری از بارداری را به کاندوم ترجیح می‌دادند. در اواخر قرن نوزدهم، بسیاری از فمینیست‌ها نسبت به کاندوم به‌عنوان یک وسیله پیشگیری از بارداری ابراز بی‌اعتمادی کردند، زیرا استفاده از آن تنها توسط مردان کنترل و تصمیم‌گیری می‌شد. آن‌ها در عوض از روش‌هایی مانند دیافراگم و دوش‌های اسپرم‌کُش حمایت کردند که توسط زنان کنترل می‌شد. سایر نویسندگان هم هزینهٔ کاندوم و هم غیرقابل اعتماد بودن آنها را ذکر کردند (اغلب سوراخ‌هایی داشتند و اغلب می‌افتادند یا پاره می‌شدند)، اما از کاندوم به عنوان یک گزینهٔ خوب برای برخی و به عنوان نه تنها پیشگیری از بارداری که از بیماری نیز محافظت می‌کرد بحث کردند. : 88, 90, 125, 129–30 

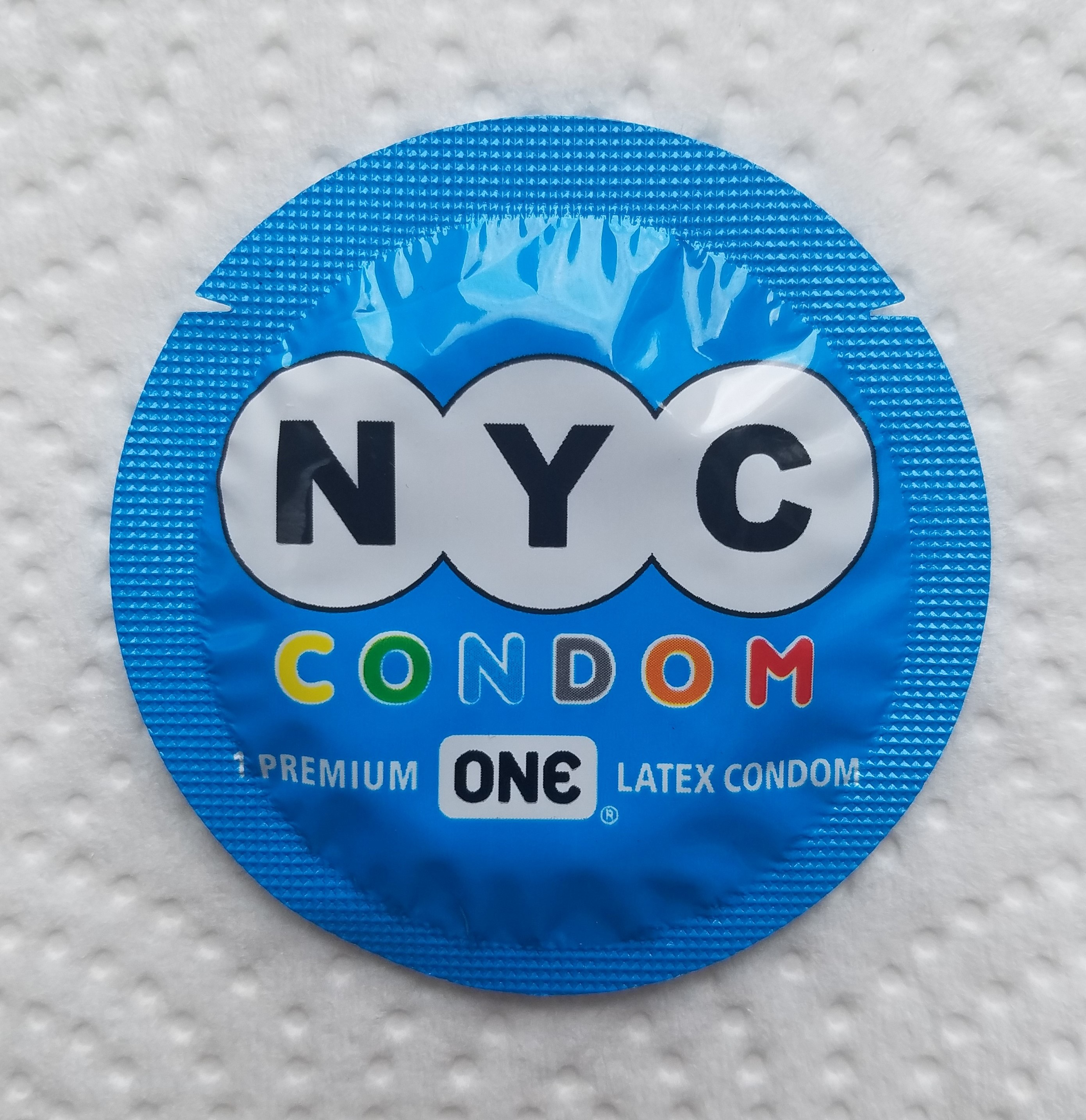
یک کاندوم که توسط وزارت بهداشت نیویورک در طول جشن‌های Stonewall 50 - WorldPride NYC 2019 ارائه شد.

### ریشه‌شناسی
اصطلاح کاندوم اولین بار در اوایل قرن ۱۸ ظاهر شد: اشکال اولیه شامل condum (۱۷۰۶ و ۱۷۱۷)، condon (۱۷۰۸) و cundum (۱۷۴۴) بوده‌است. ریشه‌شناسی این کلمه ناشناخته است. در سنت رایج، اختراع و نامگذاری کاندوم به یکی از همرزمان پادشاه انگلستان، نسبت داده شد. با این حال هیچ مدرکی دال بر وجود چنین شخصی وجود ندارد و کاندوم بیش از صد سال قبل از به تخت نشستن شاه چارلز دوم استفاده می‌شد.

## جامعه و فرهنگ
برخی از انتقادات اخلاقی و علمی از کاندوم با وجود مزایای فراوان کاندوم مورد توافق نظر اجماع علمی و کارشناسان بهداشت جنسی وجود دارد.

### مذاهب
کلیسای متحد مسیح (UCC)، یک فرقه کالوینیسم از سنت کلیسای کنگره‌گرایان، توزیع کاندوم را در کلیساها و محیط‌های آموزشی مبتنی بر ایمان ترویج می‌کند. مایکل شوئن مایر، یکی از رهبران UCC، اظهار داشته‌است که «عملیات جنسی ایمن یک موضوع مرگ و زندگی است. افراد با ایمان کاندوم را در دسترس قرار می‌دهند زیرا ما زندگی را انتخاب کرده‌ایم تا خود و فرزندانمان زنده بمانند.»

### علمی و زیست‌محیطی
به‌طور کلی تر، برخی از محققان علمی نگرانی عینی خود را در مورد برخی از موادی که گاهی به کاندوم اضافه می‌شود، به ویژه طلق و نیتروسامین‌ها ابراز کرده‌اند. پودرهای گرد را قبل از بسته‌بندی روی کاندوم‌های لاتکس می‌زنند تا از چسبیدن کاندوم به خود در هنگام پیچیدن جلوگیری کنند. پیش از این، طلق توسط اکثر تولیدکنندگان استفاده می‌شد، اما نشاسته ذرت در حال حاضر محبوب‌ترین پودر گردگیری است. اگر طلق وارد حفرهٔ شکمی شود (یعنی از طریق واژن) سمی است. اعتقاد بر این است که نشاسته ذرت بی‌خطر است. با این حال، برخی از محققان در مورد استفاده از آن نیز نگرانی‌هایی را مطرح کرده‌اند.

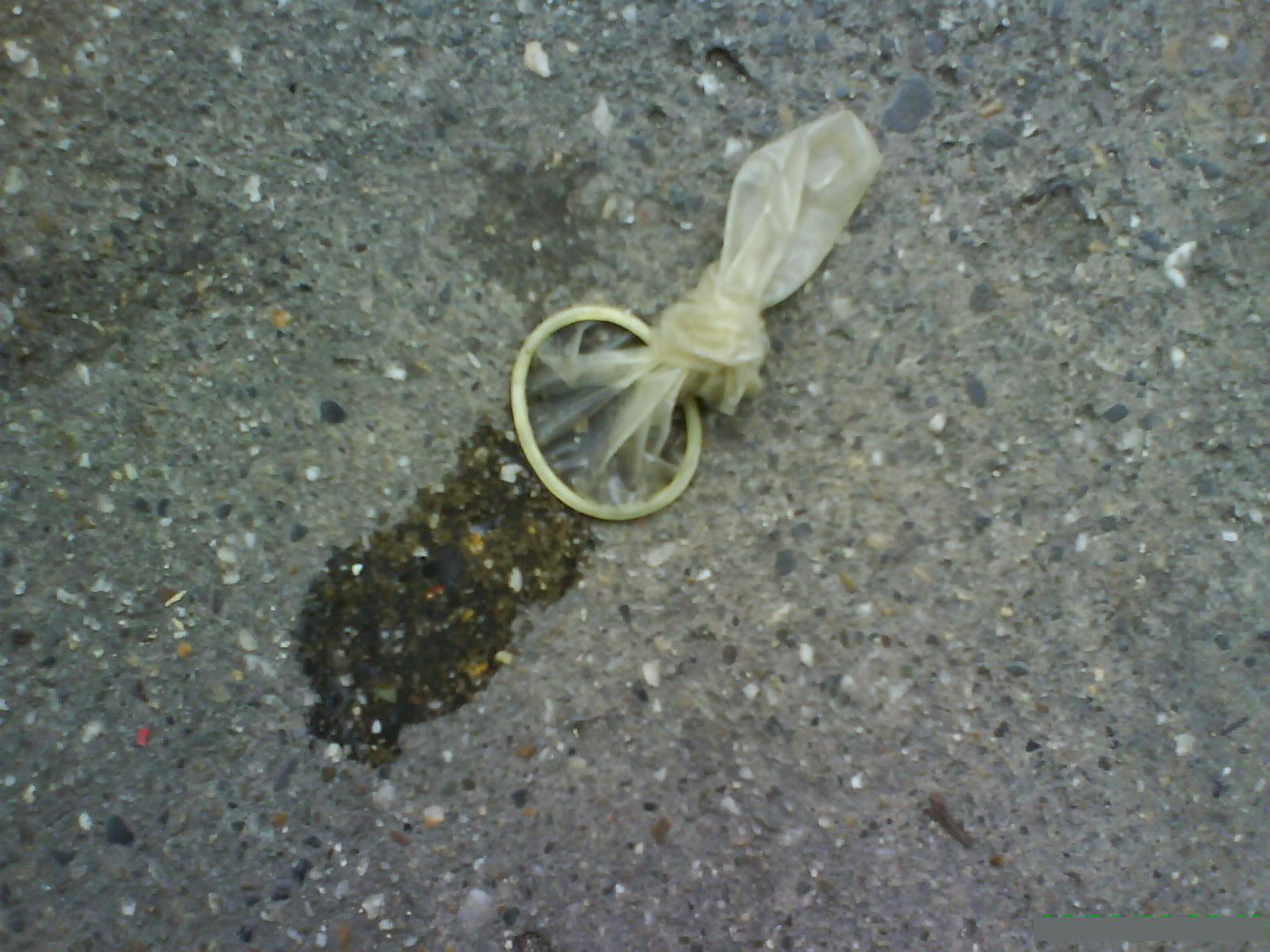
کاندوم استفاده شده در خیابان

### موانع فرهنگی برای استفاده
در بسیاری از کشورهای غربی، معرفی قرص در دههٔ ۱۹۶۰ با کاهش استفاده از کاندوم همراه بود. : 267–9, 272–5 در ژاپن، داروهای ضدبارداری خوراکی تا سپتامبر ۱۹۹۹ مورد تأیید قرار نگرفتند، و حتی در آن زمان نیز دسترسی محدودتر از سایر کشورهای صنعتی بود. شاید به دلیل دسترسی محدود به پیشگیری از بارداری هورمونی، ژاپن بالاترین میزان استفاده از کاندوم را در جهان دارد: در سال ۲۰۰۸، ۸۰ درصد از مصرف‌کنندگان وسایل پیشگیری از بارداری به کاندوم متکی بودند.

### تولیدکنندگان عمده
یکی از تحلیلگران اندازه بازار کاندوم را چیزی توصیف کرد که «ذهن را درگیر می‌کند». تولیدکنندگان کوچک متعدد، گروه‌های غیرانتفاعی، و کارخانه‌های تولیدی دولتی در سرتاسر جهان وجود دارند. در بازار کاندوم، چندین مشارکت کننده عمده وجود دارد که در میان آن‌ها شرکت‌های انتفاعی و سازمان‌های بشردوستانه هستند. بیشتر تولیدکنندگان بزرگ با این تجارت پیوندهایی دارند که به پایان قرن نوزدهم بازمی‌گردد.

## در ایران
در دهه‌های اخیر به‌دلیل کمبود کاندوم در ایران و آشنا نبودن مردم به این وسیله بار و فرهنگ استفاده از آن بیماری‌های مقاربتی نظیر ایدز ،سوزاک، قارچ‌ها و زگیل‌های پوستی و همچنین بارداری‌های ناخواسته بسیار شیوع یافت. به طوری که در کنار سطل‌های زباله و جوب‌های خیابان جنین‌های مختلفی یافت می‌شد و هنوز هم ادامه دارد.در ایران سالانه بیش از ۳۷۰٫۰۰۰ سقط جنین انجام می‌شود که در این میان ۹۵٪ آن به «ناخواسته بودن بارداری» و «بدون برنامه‌ریزی بودن بارداری» مربوط است.

## پژوهش
کاندوم اسپری (spray-on condom) ساخته شده از لاتکس به منظور استفادهٔ آسان‌تر و موفقیت‌آمیزتر در جلوگیری از انتقال بیماری‌ها در نظر گرفته شده‌است.